# 도쿄 디즈니 리조트 토이 스토리 호텔

도쿄 디즈니 리조트 토이 스토리 호텔(Tokyo Disney Resort Toy Story Hotel)은 일본 지바현 우라야스시의 도쿄 디즈니 리조트에 건설된 다섯 번째 디즈니 브랜드 호텔이다. 이 호텔은 픽사의 토이 스토리 (시리즈) 프랜차이즈를 테마로 만들어졌다. 2022년 4월 5일에 개장했으며 월트 디즈니 컴퍼니의 라이선스를 받아 건설되었다. 이 호텔은 주식회사오리엔탈랜드에서 관리한다.

## 역사
이 호텔은 도쿄 리조트 최초의 보통형 호텔이자 도쿄 디즈니 리조트 부지 내 다섯 번째 디즈니 브랜드 호텔이었다. 도쿄디즈니리조트 토이스토리 호텔은 디즈니리조트라인 모노레일 베이사이드역 바로 앞에 위치해 있다.

## 객실
토이스토리 호텔은 성인 3~4명이 숙박할 수 있는 스탠다드룸 575개와 슈페리어룸 20개를 제공한다. 모든 객실은 일반 침대 2개와 바퀴 달린 침대 1개로 구성되어 있으며, 일부 객실에는 접이식 침대가 마련되어 있다.